# Angela aneb Ateliér Jeana Cousina
Angela aneb Ateliér Jeana Cousina (ve francouzském originále Angela, ou L'Atelier de Jean-Cousin) je komická opera (opéra comique) o jednom dějství francouzských skladatelů Sophie Gailové a Françoise-Adriena Boieldieua z roku 1814. Libreto k ní napsal svobodný pán Anne-Gilbert George de Montcloux d'Épinay. Premiéra opery se konala 13. června 1814 v pařížském divadle Théâtre de l'Opéra-Comique, přesněji v jeho tehdejší budově zvané Théâtre Feydeau.

## Vznik, historie a charakteristika
Francouzská skladatelka (Edmée)-Sophie Gailová (1775–1819) dosáhla velkého úspěchu v březnu 1813 se svou opérou comique Dva žárlivci (Les Deux Jaloux). Toto dílo následovaly v rychlém sledu další tři opery podobného stylu, Slečna de Launay v Bastile, Angela aneb Ateliér Jeana Cousina a Záměna, které dosáhly menšího úspěchu, ale utvrdily reputaci Gailové jako seriózní hudební skladatelky. V případě Angely hudbou přispěl rovněž populární skladatel François Adrien Boieldieu (1775–1834), který již v oboru opéry comique složil řadu úspěšných děl, ačkoli nejslavnější z nich, Bílá paní, přišla až později. Prameny nedovolují usoudit, jakým způsobem si skladatelé práci rozdělili, popřípadě kdo je autorem konkrétních hudebních čísel.
Libreto bylo pro jinak literárně neznámého Montcloux d'Épinaye jednou ze dvou výprav do opéry comique. Libretista také zůstal pro veřejnost v anonymitě, na rozdíl od skladatelů – pro Gailovou to byla první opera, kterou uvedla veřejně pod svým jménem. Příběh, který se odehrává za vlády Františka I. v první polovině 16. století, v dílně slavného francouzského renesančního malíře a sochaře Jeana Cousina, je vcelku konvenční a zcela smyšlený. Vystupují v něm četné historické postavy – samotný sochař Jean Cousin, vévodkyně Diana de Poitiers, admirál Guillaume Gouffier de Bonnivet, básník Clément Marot – avšak jsou přítomny jen k dotvoření dobové atmosféry, navíc s anachronismy (admirál Bonnivet zemřel roku 1525, kdy bylo Jeanu Cousinovi 25 let, takže stěží mohl mezitím vychovat do dospělosti adoptivní dceru). Vzhledem k osobě skladatelky je pozoruhodný motiv umělkyně Angely, která se prosadí – pod podmínkou anonymity – v ryze mužském uměleckém prostředí; navíc – stejně jako již v Slečně de Launay v Bastile – jsou to Angela a další ženská postava, Diana z Poitiers, kdo jsou hybatelkami děje.
Po premiéře kritika drtivě odsoudila libreto. „v tomto kusu není žádná akce ani žádná situace“, píše Mercure de France; „báseň [=libreto] je chladná, nudná a domýšlivá“, píše Alphonse Martainville v Journal de Paris; „Nechci tím říci, že Angela je nejhorším kusem v tomto žánru, ve kterém je vrcholný stupeň špatnosti velmi obtížné určit,“ píše Charles Nodier v Le Journal des débats. Odsouzení se dočkaly anachronismy a vůbec jen dekorativní a málo promyšlené zapojení historických osobností, ale zejména dramaturgické chyby: „společenské i dramatické konvence jsou porušovány každou chvíli“. „Nevytýkal bych tomuto kusu některé trochu silné anachronismy, to jsou vrozené vady daného žánru; ale to, čemu nelze prokázat stejnou shovívavost, je ledově chladná zápletka zatěžkaná hromadou zdlouhavostí a vícero parazitními výstupy. Ani dialogy nepřispívají k rozehřátí děje,“ psala La Quotidienne. Historka o sochařově služce, která se ukázala mistryní, byla prý soudobá a vyprávěla se o Antoniu Canovovi.
Hudba nebyla přijímána s nadšením, hodnocení se však lišila. Nodier ji charakterizoval blahovolně: „Hudba je velmi lehká a plná reminiscencí, ale má přednost, která je vzácnější než samotná dovednost, totiž jemnou a prostou zpěvnost, melodii a barvu. […] Toto dílko nemá čím přispět k reputaci paní Gailové a pana Boïeldieua, ale myslím, že jí neuškodí.“ Zato kritik La Quotidienne mínil, že tato hudba „zdá se neodpovídala pověsti těchto dvou skladatelů,“ a kritizoval její nepůvodnost. Martainville byl ve své první kritice k oběma skladatelům poněkud kousavý, pak je bral trochu v ochranu: „Kterému hudebníkovi by takové libreto mohlo přinést šťastnou inspiraci, když se ani spojenému talentu paní Gailové a pana Boïeldieua nepodařilo zachránit před příliš hlubokým propadem dílo, jež jim nebylo možné udržet na nohou. […] je to prostřední kvalita od paní Gailové a pana Boïeldieua. Tu a tam zasvitne přes mraky blesk, a někteří skladatelé by téměř byli spokojeni ve své ctižádosti, kdyby se uměli povznést tam, kam klesli oni dva, které jsem jmenoval.“
Z kritiky byl všeobecně vyjímán duet mezi Angelu a Jeanem Gousinem (č. 9) v závěru opery. „Tento duet je výborným kusem: vřelost, chaleur, zanícení, zmatení, kouzlo, opojení, prostě spojuje vše,  co se má nacházet v prvním vzájemném vyznání lásky.“ Vedle toho kritika zmiňuje introdukci „dobrého stylu“ vycházející z předehry, „pikantní“ duet Angely s Anselmem, „okouzlující“ kavatinu a kulpet zpívaný střídavě Jeanem Cousinem a Angelou.
Při premiéře provázely tuto operu velké ovace části publika, což kritika vesměs přiřknula klace zaplacené libretistou. Zdlouhavosti díla prospěly škrty, které se uplatnily už od druhého představení. I tak Angela dosáhla jen šesti repríz, všechny v průběhu roku 1814, a byla tak méně úspěšná než předchozí dvě opery Gailové a než řada úspěchů Boieldieuových.

## Osoby a první obsazení
| osoba                                                  | hlasový obor              | premiéra (13. června 1814)                       |
| ------------------------------------------------------ | ------------------------- | ------------------------------------------------ |
| Jean Cousin, malíř a sochař z doby Františka I.        | tenor                     | Louis-Auguste Huet                               |
| Angela, mladá italská sirota vychovaná Jeanem Cousinem | soprán                    | Louise-Thérèse-Antoinette [Lemonnier-]Regnault   |
| Vévodkyně Diana de Poitiers                            | mluvená role              | Mme Belmont (vl. jm. Jeanne-Charlotte Schroeder) |
| Admirál Bonivet                                        | basbaryton (basse-taille) | Darancout                                        |
| Marot, básník                                          | baryton                   | Jean-Mathias Batiste                             |
| Anselme, žák Jeana Cousina                             | tenor                     | Louis-Antoine-Éléonore Ponchard                  |
| Vévodkynin průvod, žáci Jeana Cousina                  |                           |                                                  |

## Děj opery
(Ateliér Jeana Cousina v Paříži, první polovina 16. století) Jean Cousin dokončuje jednu ze svých soch, současně na svých dílech pilně pracují jeho žáci včetně Anselma; jen jeho italská schovanka Angela se oddává ženské práci (č. 1 sbor Pour les beaux arts quelle heureuse victoire!). Poté dává Cousin svým žákům volno a poslední z nich běží ještě odevzdat své kresby do soutěže, kterou pořádá sám král František I. Potají po Anselmovi do ní posílá svůj obraz i Angela – znázorňuje Jeana Cousina v jeho ateliéru při práci. Anselme je do Angely zamilován, ale ta miluje svého vychovatele, i když to tají. Žárlí na to, že se Mistr při práci a u dvora potkává s různými ženami, ale Anselme ji ubezpečuje, že na ně pohlíží jen jako na modely (č. 2 duet Il voit là, des femmes charmantes?). Angela si oddechne, ale jen na okamžik, než se Anselme zmíní, že se Cousin hodlá oženit na přání své příznivkyně, vlivné vévodkyně Diany z Poitiers. Anselme odnáčí obraz a Angela si zoufá: vděčí Cousinovi za vše, ale jeho lásku nedokáže získat (č. 3 romance Abandonnée et sans parens).
Do ateliéru přicházejí nezávisle na sobě admirál Bonivet a básník Marot. Admirál si che objednat vlastní bustu a básník přichází hovořit o zakázce od Diany de Poitiers na tajný dárek králi, oba se však ve skutečnosti touží setkat s Angelou. Oba jí lichotí, ale ona uniká; Bonivet a Marot se navzájem provokují. Když se vrátí Anselme, využijí ho: lichotí jeho uměleckému nadání a každý mu po straně podstrčí lístek pro Angelu. (č. 4/5? tercet D'Anselme on vante le talent), pak odejdou. Anselme oba lístky předá Angele; ta je přijímá lhostejně a napadne ji, že si ze svých ctitelů udělá žert a předá jim jako odpověď dopis toho druhého. Ale ani Anselmovi štěstí nepřeje, Angela jeho náklonnost jasně odmítá.
Cousin se vrací z přípravy slavnosti spojené s předáváním cen za kresbu. Protože tam bude milovník žen František I., bude na ní vedle umělců hojnost krásných dam (č. 6 kuplet Sûr de vaincre et de plaire). Anselm se na Angelino ponoukání ptá mistra na jeho sňatek. Cousin bez zájmu potvrdí, že se má pozítří ženit; nevěstu neviděl, ale prý je hezká. Jeho netečnost vyprovokuje Angelu k debatě o významu lásky pro umění; to Cousin rázně popírá, ale je překvapen, že jeho schovanka – o jejíž mínění se dosud pramálo staral – má o umění tak pevné a podrobné názory. Pak pracuje a zpívá si k tomu píseň o Pygmalionovi; Angela ho doprovází na loutnu (č. 7 kuplet Si Pygmalion autrefois). Mistra zaujme její póza a začne si dělat náčrtek; jeho slova obdivu si Angela vyloží mylně a pohne se, čímž Cousina rozzlobí.
Vracejí se Bonivet a Marot ohlásit příchod Diany z Poitiers. Angela jim odevzdává své „odpovědi“; když poznají, že je napálila, uznají svou porážku. Diana z Poitiers přichází mluvit s Cousinem o své zakázce. Ten se omlouvá, že ji stěží načrtl, ale k jeho údivu přináší Angela plně a mistrovsky dokončenou kresbu. Mistr nechápe, zatímco tuší, že v tom má své zručnéprsty Angela. Vévodkyně však hovoří i o nadcházející Cousinově svatbě s krásnou a bohatou nevěstou. – Anselme se přiřítí se zprávou, že Cousin je naléhavě volán do soutěžní poroty, a vévodkyně se rozloučí. Samotná Angela si truchlí, že se své sokyni nemůže rovnat, ale ještě stále doufá v sílu svého umění (č. 8 árie Petits soins, constance).
Cousin se vrací zmaten a poděšen: první místo jednohlasně získala kresba znázorňující jeho samého, kterou nějaký vtipálek podepsal Angeliným jménem. Teď k nim táhne průvod dvořanů a on musí Angelu někde schovat, aby nedošlo k trapnosti. Angela přiznává své autorství, ale Cousin jí odmítá věřit, dokud mu Angela neukáže všechny své skici k oceněnému portrétu, a tvrdí, že to láska ji naučila malířskému řemeslu (č. 9 duet Cette esquise… qu'en dites-vous? …  Amour! amour! j'implore ta puissance). Vévodkyně Diana přichází v průvodu, aby korunovala Angelu vítězkou, a za odměnu jí i Cousinovi požehnává jejich sňatku, k radosti všech přítomných (č. 10 finále Vive Angela! chantons sa gloire!).